# Mesostenus punctatus
Mesostenus punctatus là một loài tò vò trong họ Ichneumonidae.